# Baronía de Alcalalí y San Juan de Mosquera
La Baronía de Alcalalí y San Juan de Mosquera es un título nobiliario español creado por el rey Felipe III de España a favor de Ximén Pérez Ruiz de Lihory y Pertusa.

## Barones de Alcalalí y San Juan de Mosquera
|                                   | Titular                                   | Periodo                           |
| Creación por Felipe III de España | Creación por Felipe III de España         | Creación por Felipe III de España |
| --------------------------------- | ----------------------------------------- | --------------------------------- |
| I                                 | Ximén Pérez Ruiz de Lihori y Pertusa      | 1599-¿?                           |
| II                                | Crisóstomo Ruiz de Lihori y Conchillos    | ¿?-1647                           |
| III                               | Luis Ruiz de Lihori y Castellví           | 1647-1660                         |
| IV                                | Pedro Ruiz de Lihori y Villacampa         | 1660-1696                         |
| V                                 | Pedro Ruiz de Lihori Lloris de Rocafull   | 1696-1728                         |
| VI                                | Luis Ruiz de Lihori y Salvador            | 1728-1767                         |
| VII                               | José Ruiz de Lihory y Quincoces           | 1767-1792                         |
| VIII                              | Vicente Ruiz de Lihory y Ladrón de Pallás | 1792-¿?                           |
| IX                                | José Ruiz de Lihory y Ladrón de Pallás    | ¿?-¿?                             |
| X                                 | Gimen Ruiz de Lihory y Ladrón de Pallas   | ¿?-1850                           |
| XI                                | José Matías Ruiz de Lihory y Villalobos   | 1850-1875                         |
| XII                               | José María Ruiz de Lihory                 | 1875-                             |
| XIII                              | Soledad Ruiz de Lihory y Resino           |                                   |
| XIV                               | Joaquín Manglano y Cucaló de Montull      | 1966-1974                         |
| XV                                | Vicente Manglano y Baldoví                | 1974-1994                         |
| XVI                               | Joaquín Manglano y Baldoví                | 1994-2008                         |
| XVII                              | Soledad Ruiz de Lihory y Sempere          | 2008-2024                         |
| XVIII                             | Jaime Juan de Oleza y Ruiz de Lihory      | 2024-                             |

## Historia de los barones de Alcalalí y San Juan de Mosquera
El rey Jaime I de Aragón tomó Alcalalí a los árabes en 1245 y se lo donó a Berenguela Alonso de Molina en 1268. En 1325 lo adquirió Hugo de Cardona. Hasta el año 1408, Pedro de Castellví fue señor de Alcalalí y San Juan de Mosquera. En el año 1409 se le otorgó la independencia jurídica. En 1599, Ximén Pérez Ruiz de Lihori y Pertusa lo compró a Martín de Alagón, II marqués de Villasor. Quedó despoblado en 1609 debido a la expulsión de los moriscos y en 1610 se otorgó carta puebla a los nuevos vecinos, mayoritariamente de procedencia balear. En 1616 se creó la baronía de Alcalalí, que comprendía los poblados de La Llosa y la alquería de Mosquera y Beniatía. Fue I barón de Alcalalí Eiximén Pérez Ruiz de Lihory. El último barón fue José Ruiz de Lihory y Pardines XII barón de Alcalalí y San Juan de Mosquera, que falleció en 1920 sucediéndole en el título su hija Soledad Ruiz de Lihory y Resino, XIII baronesa, VII marquesa de Villasante y VIII condesa de Val del Águila. A su fallecimiento, el título pasó a los barones de Llaurí. Soledad Ruiz de Lihory y Sempere es la actual XVII baronesa de Alcalalí y San Juan de Mosquera, tras recuperar el título nobiliario en ejecución de sentencia.
- I barón de Alcalalí y San Juan de Mosquera, Ximén Pérez Ruiz de Lihori y Pertusa (¿? - ¿?), compra Alcalalí al II marqués de Villasor en 1599 y la vincula. Casado con Ana Bartolomea Conchillos y Epila, tuvieron a Crisóstomo y Diego Ruiz de Lihorri y Conchillos;

- II barón de Alcalalí y San Juan de Mosquera, Crisóstomo Ruiz de Lihori y Conchillos (¿?-¿?), mayorazgo de los anteriores. Casado con Magdalena de Castellví;

- III barón de Alcalalí y San Juan de Mosquera, Luis Ruiz de Lihori y Castellví (¿?-¿?). Casado con Luisa Villacampa-Pueyo y Pérez;

- IV barón de Alcalalí y San Juan de Mosquera, Pedro Ruiz de Lihori y Villacampa (¿?-¿?). Casado con Felicia Lloris y Villarrasa, tuvieron a María Teresa y Pedro Ruiz de Lihori y Lloris;

- V barón de Alcalalí y San Juan de Mosquera, Pedro Ruiz de Lihori y Lloris (¿?-¿?). Casado con Narcisa Salvador y Sanz, tuvieron a Luis e Inés Ruiz de Lihori y Salvador;

- VI barón de Alcalalí y San Juan de Mosquera, Luis Ruiz de Lihori y Salvador (¿?-¿?). Fallece sin sucesión directa;

- VII barón de Alcalalí y San Juan de Mosquera, José Ruiz de Lihori y Quincoces (¿?-¿?). Casado con María Josefa Ladrón de Pállas y Escrivá de Romaní, tuvieron a Vicente, José y Gimén Ruiz de Lihori y Ladrón de Pállas;

- VIII barón de Alcalalí y San Juan de Mosquera, Vicente Ruiz de Lihori y Ladrón de Pállas (¿?-¿?). Casado con María Mercedes Cuadrón de Cartín y Ribera La-Luz, sin sucesión, le sucede su hermano;

- IX barón de Alcalalí y San Juan de Mosquera, José Ruiz de Lihori y Ladrón de Pállas (¿?-¿?). Fallece sin sucesión, le sucede su hermano;

- X barón de Alcalalí y San Juan de Mosquera, Gimén Ruiz de Lihori y Ladrón de Pállas (¿?-¿?). Casado con María Angeles Villalobos y Febrer;

- XI barón de Alcalalí y San Juan de Mosquera, José Matías Ruiz de Lihori y Villalobos (¿?-¿?). Casado con Pascuala Pardines y Peakoque;

- XII barón de Alcalalí y San Juan de Mosquera, José María Ruiz de Lihori y Pardines (1852-¿?). Casado con María Soledad Resino y de la Bastida (1866-1938), VIII condesa de Val del Águila y VI marquesa de Villasante;

- XIII baronesa de Alcalalí y San Juan de Mosquera, Soledad Ruiz de Lihory y Resino (Valencia, 21 de abril de 1887-Valencia, 20 de enero de 1962), IX condesa de Val del Águila y VII marquesa de Villasante. Casada con Manuel de la Viña Masip. Su sucesora, Soledad de la Viña Ruiz de Lihory, renuncia al título;

- XIV barón de Alcalalí y San Juan de Mosquera, Joaquín Manglano y Cucaló de Montull (1892-1985), III barón de Llaurí, Grande de España, II marqués de Altamira de Puebla, VI conde del Burgo de Lavezaro, II y IV barón de Beniomer, XV barón de Cárcer, caballero de la Orden de Montesa, presidente de la Real Hermandad del Santo Cáliz de Valencia y miembro del Real Cuerpo de Nobleza de Cataluña. Casado con María Baldoví y Miquel;

- XV barón de Alcalalí y San Juan de Mosquera, Vicente Manglano y Baldoví (1933-1990). Fallecido sin sucesión, le sucede su hermano;

- XVI barón de Alcalalí y San Juan de Mosquera, Joaquín Manglano y Baldoví (1923-2011), IV barón de Llaurí, Grande de España, V barón de Beniomer, VII conde del Burgo de Lavezaro y IV barón de Vallvert. Casado con María del Dulce Nombre de Puig y de Fontcuberta;

- XVII baronesa de Alcalalí y San Juan de Mosquera, Soledad Ruiz de Lihory y Sempere (1963). Casada con Martín de Oleza y Peris (divorciados).
- XIX barón de Alcalí y San Juan de Mosquera, Jaime Juan de Oleza y Ruiz de Lihory.